# Sleptché (Dolneni)
Sleptché (en macédonien Слепче) est un village du centre de la Macédoine du Nord, situé dans la municipalité de Dolneni. Le village comptait 68 habitants en 2002.

## Démographie
Lors du recensement de 2002, le village comptait :
- Macédoniens : 67
- Serbes : 1